# Hrabstwo Richland (Montana)
Hrabstwo Richland  (ang. Richland County) – hrabstwo w stanie Montana w Stanach Zjednoczonych. Obszar całkowity hrabstwa obejmuje powierzchnię 2103,02 mil² (5446,8 km²). Według szacunków United States Census Bureau w roku 2009 miało 9313 mieszkańców. Jego siedzibą jest Sidney.
Hrabstwo powstało w 1914 roku.

## Miasta
- Fairview
- Sidney

## CDP
- Crane
- Fox Lake
- Knife River